# Chamblon
Chamblon is een gemeente en plaats in het Zwitserse kanton Vaud, en maakt deel uit van het district Jura-Nord vaudois.
Chamblon telt 554 inwoners.

## Externe link

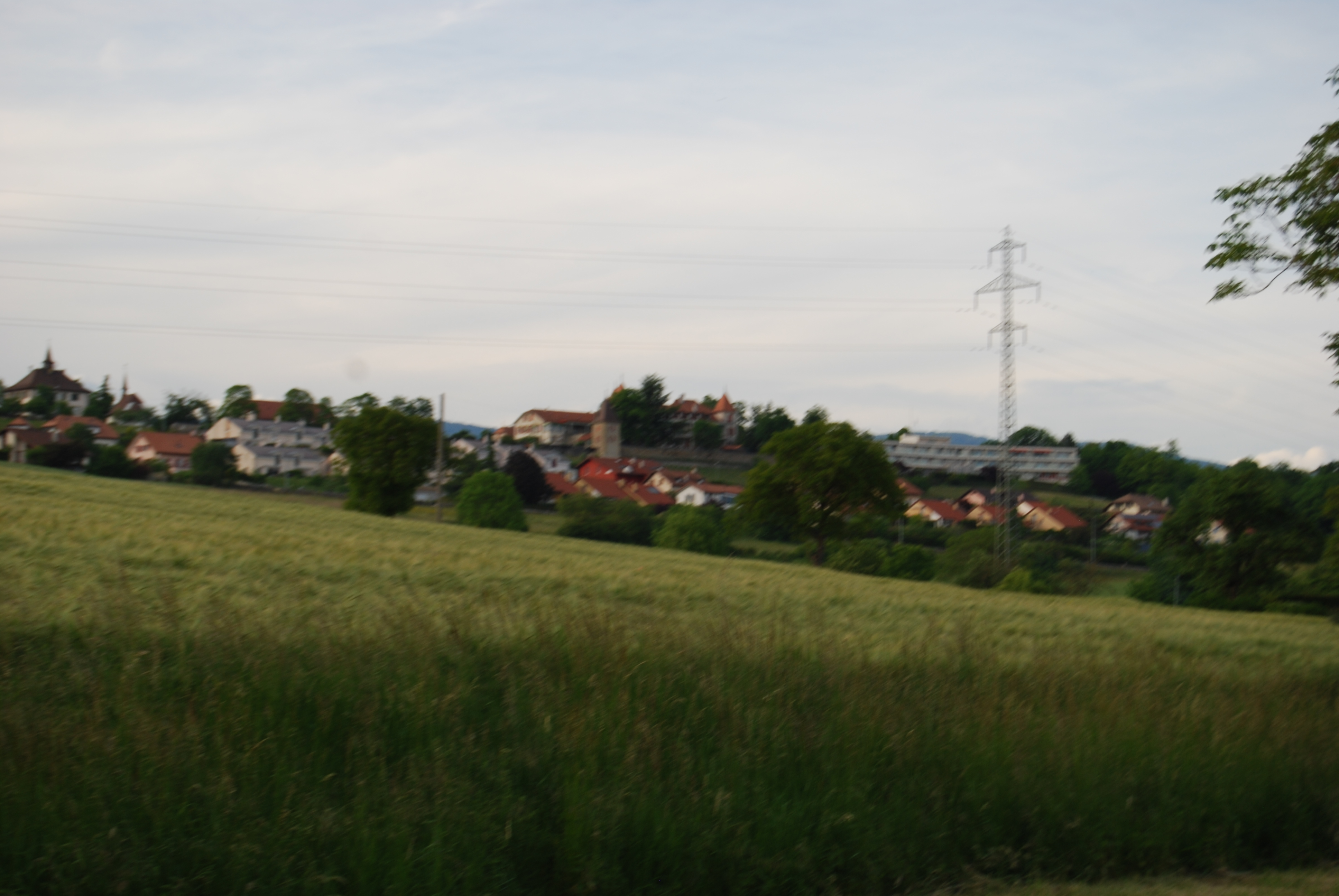
Chamblon
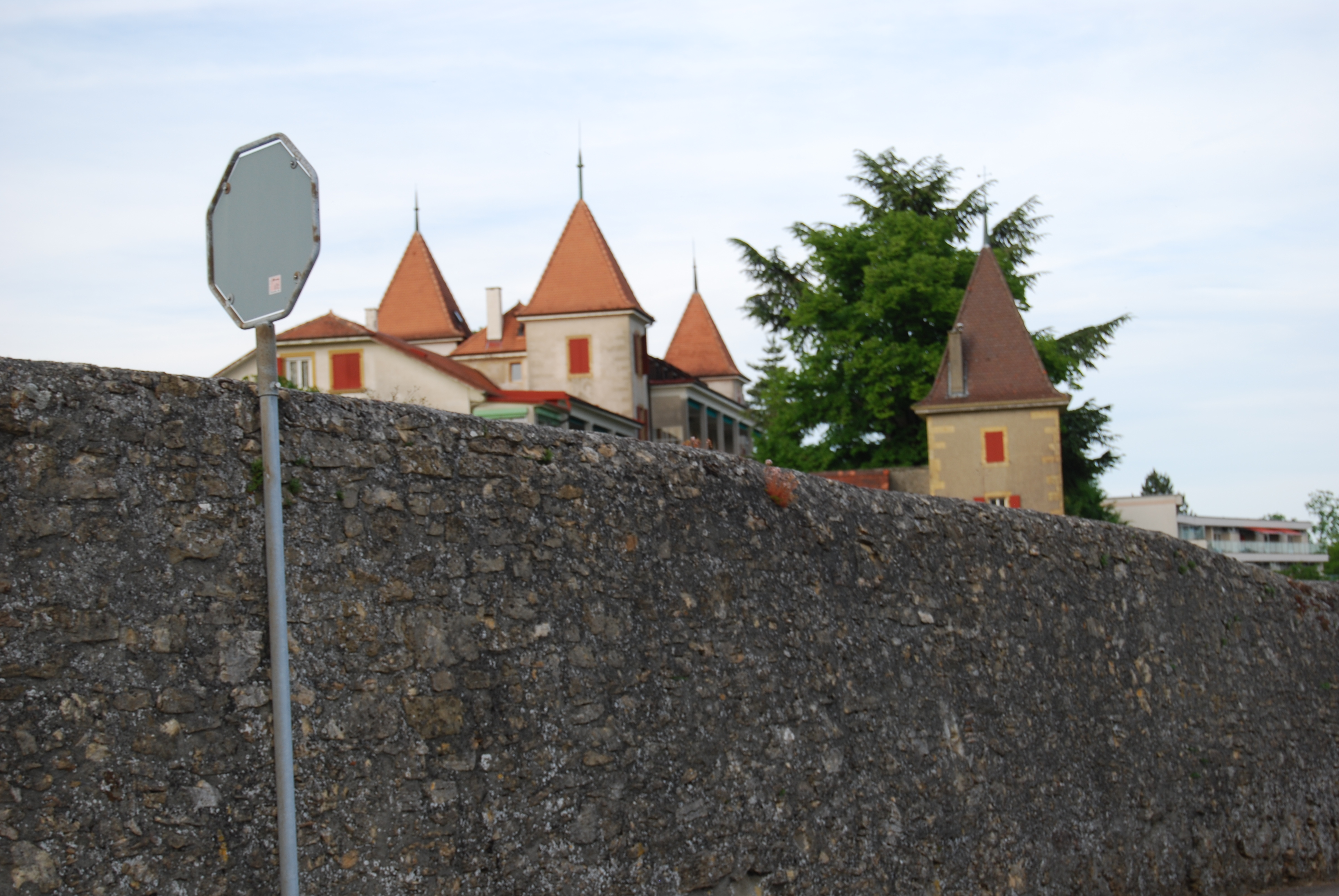
Kasteel Chamblon
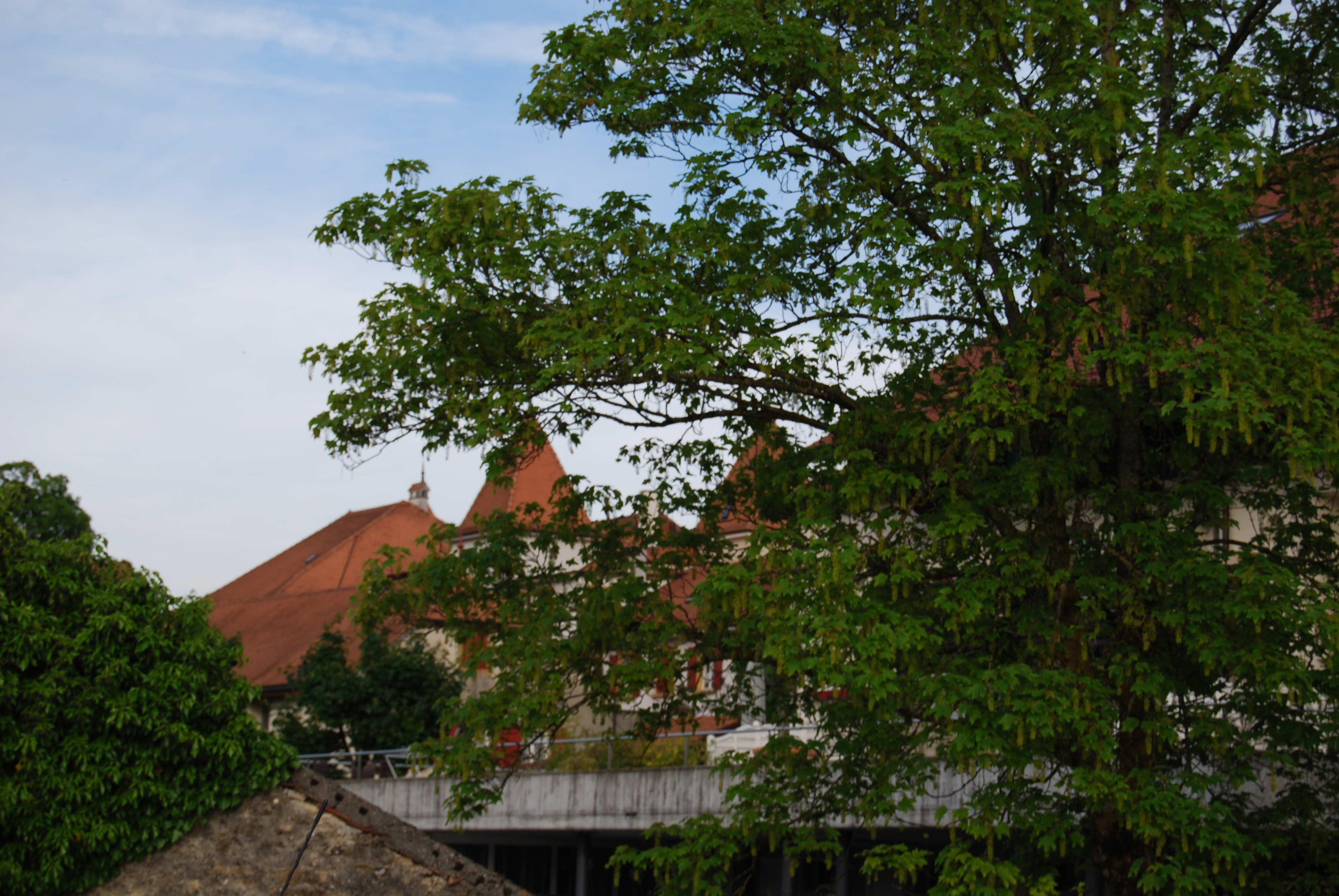
Kasteel Chamblon